# Porto di Trani
Il Porto di Trani è un porto italiano, formato da un'insenatura naturale racchiusa da due moli, il Molo S. Lucia a ponente e il Molo S. Antonio a levante, con sede nella città di Trani. Il fondale è sabbioso.